# Love Lockdown
«Love Lockdown» — пісня американського репера Каньє Веста, випущена 18 вересня 2008 як головний сингл з його четвертого студійного альбому 808s & Heartbreak. Пісня написана та спродюсована самим Каньє Вестом та Джеффом Баскером. Вона вперше була представлена на церемонії MTV Video Music Awards 2008. Пісня написана у стилі мінімалістичного електропопу, містить елементи електронної музики, звуки драм-машини Roland TR-808 та голос Каньє, оброблений ефектом Auto-Tune.
Пісня була добре прийнята музичними критиками. Критик Джош Тіранджел із журналу Time назвав «Love Lockdown» найкращою піснею 2008 року. Кріс Річардс з The Washington Post сказав, що ритм треку «здається особливо яскравим», причому він вважає, що «зневажливе» виконання Каньє Веста разом із «туканиною перкусії» є «так само захоплюючим, як і меланхолійним».
Також сингл був комерційно успішним. Він дебютував на третьому рядку Billboard Hot 100, було продано більше трьох мільйонів копій. 23 вересня 2020 року «Love Lockdown» отримав чотириразовий платиновий сертифікат від Асоціації звукозаписної індустрії Америки (RIAA) за продаж 4 000 000 копій у США.

## Музичний стиль та лірика
«Love Lockdown» є показником стилю всього альбому 808's & Heartbreak. Це мінорна пісня (написана в ключі до-дієз мінор з темпом 120 ударів на хвилину) з вкрай мінімалістичним набором інструментів (синтезатор, електронні біти, фортепіано та тайко). Вокал Каньє оброблений за допомогою Auto-Tune, що створило «скривлене» звучання. Якийсь контраст, що виходить при взаємодії наскрізь електронного звучання та етнічних інструментів, є частиною оригінального задуму Каньє Веста. Пісня натхненна роботами зірок синтіпопа Філа Коллінза, Бой Джорджа, Гері Ньюмана.
Пісня містить інтроспективний текст, у якому Каньє Вест обговорює наслідки невдалих романтичних стосунків. Перед приспівом пісні він демонструє спробу ухвалити рішення між тим, щоб залишитися чи піти. У приспіві Каньє повністю пропонує «тримати свою любов на замку». Слова приспіву представляють людину, яка йде від того, кого любить, оскільки це захистить його серце. Певні тексти пісні використовуються, щоб зобразити боротьбу за те, щоб належним чином проявити любов. PopMatters описали слова пісні як «спрощені, лаконічні та потужні».

## Музичне відео
На пісню було знято відеокліп. Його прем'єра відбулася 7 жовтня 2008 на Шоу Елен Дедженерес. Режисером виступив Саймон Ньювуд, місцем зйомок стала квартира Каньє Веста. Репер, одягнений у все біле, ходить білою кухнею і співає пісню. Канье зізнався, що його рішення надихнуло те, як головний герой фільму «Американський психопат», Патрік Бейтман, зіграний Крістіаном Бейлом, перебуває у своїй квартирі в Нью-Йорку. Іноді до кадру потрапляють африканські тубільці з джембе. Час іде, дикунів стає дедалі більше, у кадрі з'являється дивний предмет, що нагадує космічний корабель. Також з'являються дві величезні жіночі фігури, вкриті татуюваннями, що формою нагадують геогліфи Наски. У фіналі Каньє лягає на диван, що є посиланням на фільм «Космічна одіссея 2001 року» Стенлі Кубрика.
Time назвав це відео кліпом року. Відео було номіновано на нагороди «Відео року», «Найкраще чоловіче відео» та «Найкраще хіп-хоп відео» на 2009 MTV Video Music Awards, проте не отримало нагород у жодній з номінацій.

## Список композицій
Завантаження
1. «Love Lockdown» – 4:30

CD-сингл
1. «Love Lockdown» – 4:30
2. «Flashing Lights» (Album Version) – 3:57
3. «Stronger» (A-Trak Remix) – 4:34
4. «Love Lockdown» (Video) – 4:36

EU 12" vinyl Remixes
Сторона А
1. «Love Lockdown» (Aero Tronic Mix)
2. «Love Lockdown» (Chew Fu Small Room Mix)
3. «Love Lockdown» (Flufftronix Mix)

Сторона B
1. «Love Lockdown» (Instrumental)
2. «Love Lockdown» (Jake Troth Mix)
3. «Love Lockdown» (Main Mix)

## Чарти
| Чарт (2008–2009)                          | Пікова позиція |
| ----------------------------------------- | -------------- |
| Австралія (ARIA)                          | 18             |
| Австрія (Ö3 Austria Top 75)               | 18             |
| Бельгія (Ultratop Flanders)               | 13             |
| Бельгія (Ultratop Wallonia)               | 38             |
| Канада (Canadian Hot 100)                 | 5              |
| Канада (CHR/Top 40) (Billboard)           | 13             |
| Канада (Hot AC) (Billboard)               | 33             |
| Данія (Tracklisten)                       | 4              |
| European Hot 100 Singles (Billboard)      | 16             |
| Фінляндія (Suomen virallinen lista)       | 20             |
| Німеччина (Media Control AG)              | 8              |
| Угорщина (Rádiós Top 40)                  | 34             |
| Ірландія (IRMA)                           | 4              |
| Італія (FIMI)                             | 33             |
| Нідерланди (Dutch Top 40)                 | 13             |
| Нідерланди (Mega Single Top 100)          | 10             |
| Нова Зеландія (RIANZ)                     | 11             |
| Норвегія (VG-lista)                       | 14             |
| Шотландія (Official Charts Company)       | 10             |
| Швеція (Sverigetopplistan)                | 11             |
| Швейцарія (Media Control AG)              | 18             |
| Велика Британія (Official Charts Company) | 8              |
| Велика Британія (UK R&B Chart)            | 1              |
| США (Billboard Hot 100)                   | 3              |
| США (Hot Dance Airplay) (Billboard)       | 7              |
| США (Hot Dance Club Songs) (Billboard)    | 26             |
| США (Hot R&B/Hip-Hop Songs) (Billboard)   | 26             |
| США (Mainstream Top 40) (Billboard)       | 10             |
| США Pop 100 (Billboard)                   | 8              |
| США (Rhythmic) (Billboard)                | 7              |

## Сертифікації
| Регіон | Сертифікація  | Продажі   |
| --- | ------------- | --------- |
| Австралія (ARIA) | Золотий       | 35 000^   |
| Данія (IFPI Denmark) | Золотий       | 7500^     |
| Німеччина (BVMI) | Золотий       | 150 000   |
| Нова Зеландія (RIANZ) | Золотий       | 7500*     |
| Велика Британія (BPI) | Золотий       | 400 000   |
| США (RIAA) | 4× Платиновий | 4 000 000 |
| *продажі, що базуються лише на сертифікаціях · ^відвантаження, що базуються лише на сертифікаціях · продажі+прослуховування, що базуються лише на сертифікаціях |               |           |